# Mexikó az 1984. évi téli olimpiai játékokon
Mexikó a jugoszláviai Szarajevóban megrendezett 1984. évi téli olimpiai játékok egyik részt vevő nemzete volt. Az országot az olimpián 1 sportágban 1 sportoló képviselte, aki érmet nem szerzett. Mexikó 56 év eltelte után először szerepelt újra a téli olimpiai játékokon.

## Alpesisí
Férfi
| Versenyző              | Versenyszám      | 1. futam | 1. futam | 2. futam | 2. futam | Összesítés | Összesítés |
| Versenyző              | Versenyszám      | Idő      | Hely.    | Idő      | Hely.    | Idő        | Helyezés   |
| ---------------------- | ---------------- | -------- | -------- | -------- | -------- | ---------- | ---------- |
| Hubertus von Hohenlohe | Lesiklás         |          |          |          |          | 1:51,57    | 38.        |
| Hubertus von Hohenlohe | Műlesiklás       | 1:04,42  | 41.      | 1:03,75  | 26.      | 2:08,17    | 26.        |
| Hubertus von Hohenlohe | Óriás-műlesiklás | 1:34,82  | 50.      | 1:35,27  | 48.      | 3:10,09    | 48.        |